# Saint-Gilles-les-Bois
Saint-Gilles-les-Bois település Franciaországban, Côtes-d’Armor megyében. Lakosainak száma 389 fő (2022. január 1.). Saint-Gilles-les-Bois Le Faouët, Gommenec’h, Pommerit-le-Vicomte, Saint-Clet és Trévérec községekkel határos.

## Népesség
A település népessége az elmúlt években az alábbi módon változott:
| Lakosok száma | 512  | 451  | 421  | 408  | 412  | 422  | 432  | 408  | 396  | 389  |
|               | 1968 | 1982 | 1990 | 2006 | 2013 | 2015 | 2017 | 2019 | 2020 | 2022 |